# Léon Thiércelin
Pour les articles homonymes, voir Thiercelin.
Léon Thiércelin est un escrimeur haïtien, ayant représenté la République haïtienne aux Jeux de Paris de 1900, un des premiers participants de ce pays, quatorze ans avant la fondation du Comité olympique haïtien et vingt-quatre ans avant la reconnaissance internationale de ce comité.

## Parcours

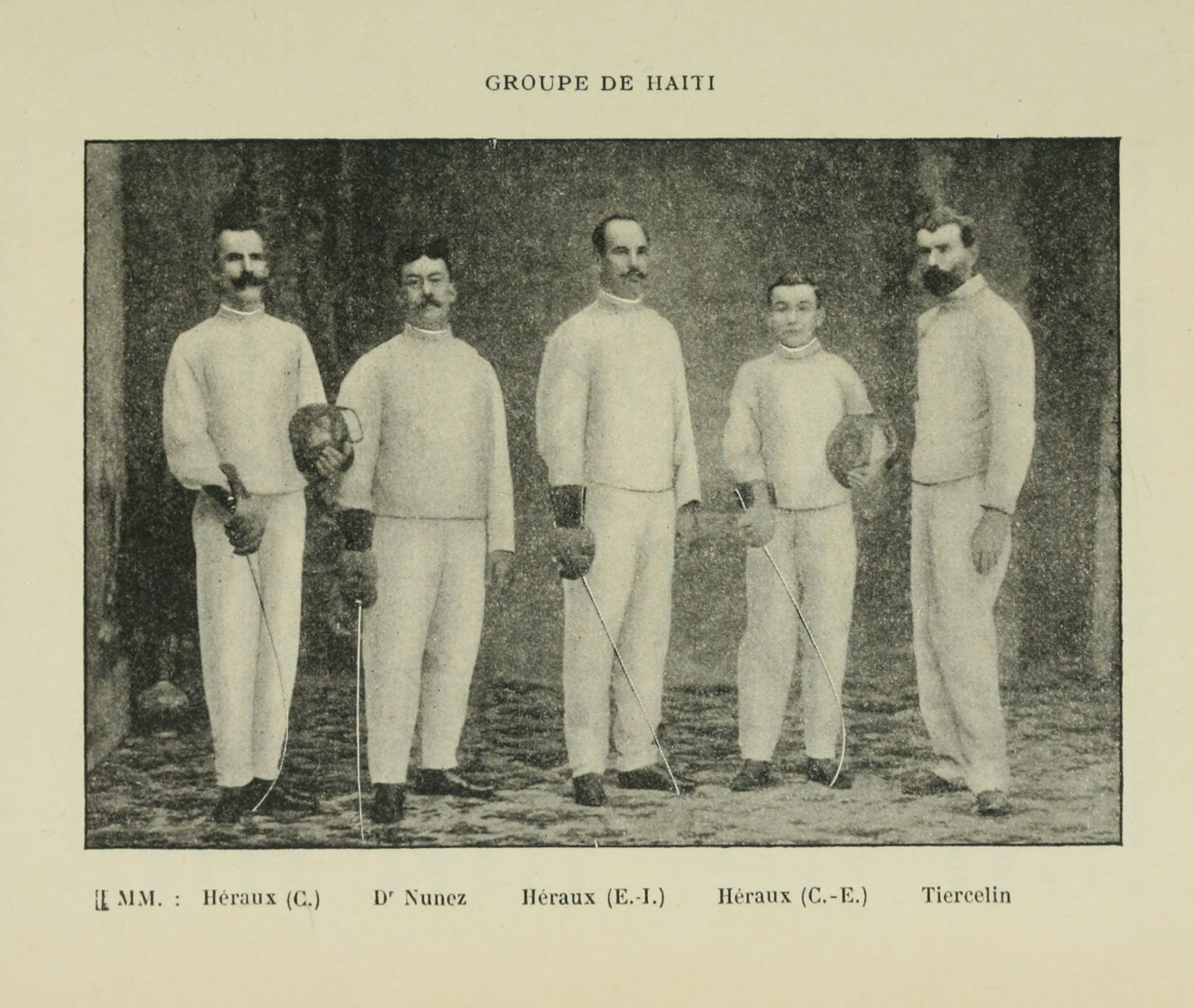
« Groupe d'escrimeur de Haiti » Tiercelin se trouve tout à droite.

Il participe aux Jeux olympiques de 1900 dans les épreuves de fleuret et d'épée, où il se classe 46e sur 61. À ce titre, il est connu pour avoir été, avec son compatriote André Corvington, le premier athlète haïtien de l'histoire des Jeux olympiques,. 
Il faut noter que la participation d'Haiti aux Jeux olympiques de 1900 n'est pas reconnue par le Comité international olympique. Il est cependant mentionné sur le site officiel de ce dernier.